# Jack Kilmer
Jack Kilmer (Los Ángeles, 6 de junio de 1995) es un actor estadounidense, reconocido por protagonizar la película de 2013 Palo Alto y por su interpretación del músico sueco Per Yngve Ohlin "Dead" en la película de 2018 Lords of Chaos.

## Biografía

### Primeros años
Jack es hijo de los actores Val Kilmer y Joanne Whalley. Creció en Los Ángeles, realizando sus estudios en el Center for Early Education, donde conoció a la futura directora de cine Gia Coppola en sexto grado.

### Carrera
Ambos siguieron en contacto y doce años después, Coppola le pidió a Kilmer que revisara su guion para la película Palo Alto, una adaptación del libro del mismo nombre escrito por James Franco. Finalmente, Kilmer terminó protagonizando la película, que tuvo a Coppola como directora. Antes de filmar Palo Alto, Kilmer nunca había actuado. La cinta fue estrenada en mayo de 2014 y obtuvo reseñas positivas. La actuación de Kilmer fue descrita como "formidable, natural y sincera".
En abril de 2014 apareció en la película independiente Len and Company con Juno Temple y Rhys Ifans. Interpretó a Chet, un joven proyeccionista de cine que resulta vital para la investigación en la película de comedia de 2016 The Nice Guys, dirigida y escrita por Shane Black. En 2018 integró el reparto de la película Lords of Chaos, donde interpretó el papel de Per Yngve Ohlin, un músico sueco de black metal que se convirtió en cantante de la banda noruega Mayhem.

## Filmografía
| Año  | Título                         | Rol             | Notas        |
| ---- | ------------------------------ | --------------- | ------------ |
| 2013 | Palo Alto                      | Teddy           |              |
| 2015 | The Stanford Prison Experiment | Jim Randall     |              |
| 2015 | Len and Company                | Max             |              |
| 2016 | The Nice Guys                  | Chet            |              |
| 2016 | Asphyxia                       | James           | Cortometraje |
| 2017 | Woodshock                      | Johnny          |              |
| 2018 | Lords of Chaos                 | Per Yngve Ohlin |              |
| 2018 | Josie                          | Marcus          |              |
| 2018 | Summer '03                     | Luke            |              |
| 2018 | The Pretenders                 | Terry           |              |
| 2019 | Hala                           |                 |              |